# Cantabrosoma
Cantabrosoma es un género de miriápodos cordeumátidos de la familia Haplobainosomatidae. Sus 2 especies reconocidas son endémicas del norte  de la península ibérica (España).

## Especies
Se reconocen las siguientes:
- Cantabrosoma rogeri Mauriès, 1970
- Cantabrosoma serrai Mauriès & Vicente, 1977